# Shaun Donovan
Shaun L.S. Donovan, född 24 januari 1966 i New York City, New York, är en amerikansk demokratisk politiker. Han var USA:s bostadsminister från 2009 till sommaren 2014 och därefter federal förvaltnings- och budgetdirektör fram till 20 januari 2017.
Donovan studerade vid Harvard. Han avlade där 1987 sin grundexamen och 1995 sin master. Han deltog i Barack Obamas vinnande kampanj i presidentvalet i USA 2008.